# Ингхуо-1
Ингхуо-1 е космическа сонда, която е трябвало да бъде първата китайска сонда пратена да изследва Марс.
Изстреляна е на 8 ноември 2011 година заедно с руската сонда Фобос-грунт от ракетата Зенит с горна степен Фрегат от космодрума Байконур. Космическият апарат Фобос-грунт е имал за цел навлизане в орбита на марсианския спътник Фобос.
Предвиждало се е Ингхуо-1 да остане в орбита около Марс две години. Той е трябвало също да изучава марсианската повърхност, атмосфера, йоносферата и магнитно поле.
Поради проблем след изстрелването двата космически апарата не успяват да се отправят към Марс и остават заседнали в орбита около Земята. На 17 ноември 2011 г. китайската държавна медия казва, че Ингхуо-1 е обявен за загубен от CNSA. Ингхуо-1 и Фобос-грунт правят деструктивно обратно навлизане в земната атмосфера на 15 януари 2012 г. и се разпадат над Тихия океан.